# Вуді Вудпекер
Вуді Вудпекер, або, в перекладі, Дятел Вуді (англ. Woody Woodpecker) — анімаційний персонаж, ексцентричний антропоморфний дятел, герой мультфільмів анімаційної студії Волтера Ланца, розповсюджуваних Universal Pictures. Створений в 1940 році по замальовках Бена «Багза» Хардавея, який брав участь також у розробці образів інших ексцентричних персонажів — Багза Банні і Даффі Дака для студії Леона Шлезінгера кінокомпанії Ворнер Бразерс наприкінці 1930-х років.

## Опис
Вуді має життєрадісний, але вкрай настирливий характер, чим докучає своїм пересічним сусідам, мисливцям та іншим антагоністам. Його головна здатність і улюблене заняття — довбати дзьобом усе дерев'яне. У моменти тріумфу над суперником і після вдалих жартів Вуді видає свій фірмовий сміх.
Вуді — класичний приклад антигероя того типу, який у США називають screwball (навіжений). Він докучає своїм сусідам і перетворює їх життя на пекло, найчастіше без особливої на те причини. При цьому, симпатії автора й глядача завжди на стороні спритного й дотепного трикстера, що нерідко було підставою для критики Вуді й подібних йому персонажів. Зазвичай єдиним мотивом поведінки Вуді є зайва енергія та почуття гумору, рідше — суперництво чи загроза з боку антагоніста (наприклад, в одному мультфільмі люди намагаються знести будинок Вуді, щоб побудувати на його місці шосе). Попри це, в деяких епізодах Вуді ставав жертвою ще більш навіжених героїв, ніж він сам.

## Походження
Натхнення для персонажа нібито прийшло під час медового місяця продюсера Волтера Ланца та його дружини Грейс у Джун-Лейк у 1940 році, що є сумнівною історією, враховуючи той факт, що перша поява Вуді передувала медовому місяцю Ланца та Стаффорда. Галасливий дятел біля їхньої хатини не давав спати вночі, а коли почався сильний дощ, вони дізналися, що птах просвердлив дірки в даху їхньої хатини. Волтер і Грейсі розповіли адвокату Далласа Роду Фелпсу під час візиту, що Уолтер хотів застрелити птаха, але Грейсі запропонувала чоловікові зробити про нього мультфільм, і так з'явився на світ Вуді. Вуді має багато спільних рис з дятлом, як з точки зору зовнішнього вигляду, так і характерного сміху, що нагадує крик дятла. Ця схожість є результатом художньої ліцензії творців і спричинила велику плутанину в орнітологічній спільноті серед тих, хто намагався класифікувати види дятла Вуді.
В епізоді "Тупий, як лисиця" (1964) музей пропонує 25 доларів винагороди тому, хто спіймає Campephilus principalis, яким є сам Вуді Вудпекер.

## Рецепція
"Шоу Вуді Вудпекера" було названо 88-м найкращим анімаційним серіалом за версією IGN.

### Вшанування пам'яті

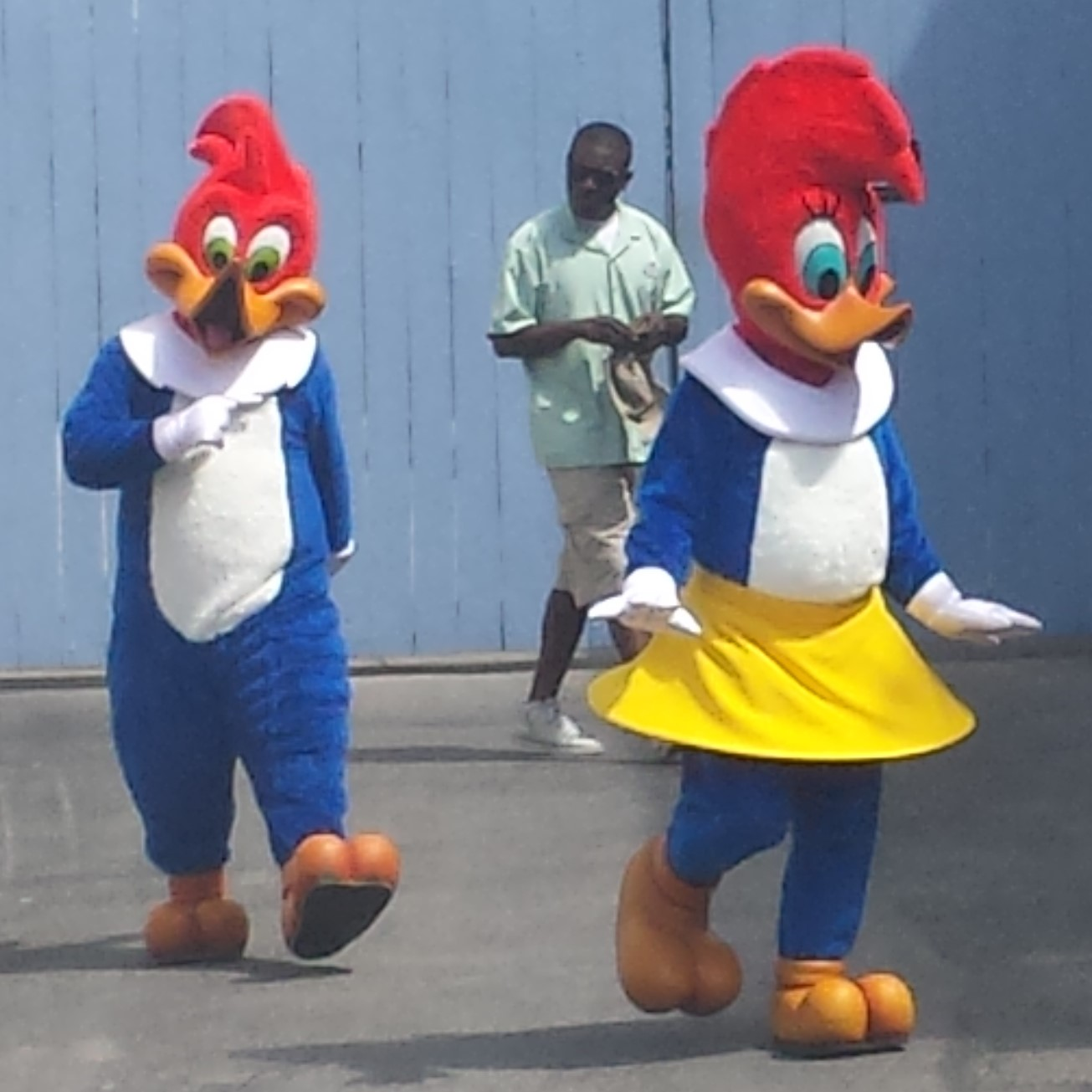
Вуді та Вінні, яких можна побачити в Universal Studios Florida у Флориді.

Волтер Ланц і піонер кіно Джордж Пал були добрими друзями. Вуді Вудпекер з'являвся в епізодичних ролях майже в кожному фільмі, який продюсував або режисував Пал; наприклад, у фільмі "Машина часу" (1960) у 1966 році маленька дівчинка впускає свою ляльку Вуді Вудпекера, коли заходить у бомбосховище. У фільмі "Док Севідж: Людина з бронзи" (1975) Грейс Стаффорд з'являється в епізодичній ролі з лялькою Вуді Вудпекера.
Очевидні посилання на "Пісню Вуді Вудпекера" можна знайти у творчості щонайменше двох відомих джазових новаторів: Зокрема, Чарлі Паркера, у ряді соло якого вона мимохідь цитується, та Вейна Шортера, чия композиція 1961 року "Look at the Birdie" - як її можна почути на альбомі Art Blakey and the Jazz Messengers' Roots & Herbs (записана у 1961 році, випущена у 1970 році) - була відзначена, як композитором/трубачем Девідом Вайсом, так і біографом Шортера Мішель Мерсер, як геніальна варіація на цю тему. Крім того, повноцінний кавер на саму пісню був записаний у 1986 році джазовим трубачем Вуді Шоу для його альбому Solid, що вийшов у 1987 році .
У 1983-1984 роках музиканти Catapult Аарт Мол, Цес Бергман, Ельмер Веерхофф, Ервін ван Прен і Гертьян Гессінг (під псевдонімом "Adams & Fleisner") написали і спродюсували "Woodpeckers from Space" від VideoKids, синті-поп кавер на "The Woody Woodpecker Song" . 4 вересня 1984 року пісня вийшла в світ і стала хітом номер 1 в Іспанії та Норвегії. Ідея пісні виникла, коли діти Герта ван ден Боша (співзасновника Boni Records) запитали його, чи не міг би він продюсувати запис за мотивами Вуді Вудпекера, якого вони дуже любили.
Сміх Вуді, використаний у пісні, вперше прозвучав у пісні "Let's Break" гурту Master Genius у 1983 році, ще одного проекту Cat Music. Анімаційний талісман гурту, "космічний дятел" на ім'я Тіко Так, був створений і використовувався замість Вуді, щоб уникнути судового позову від Universal.

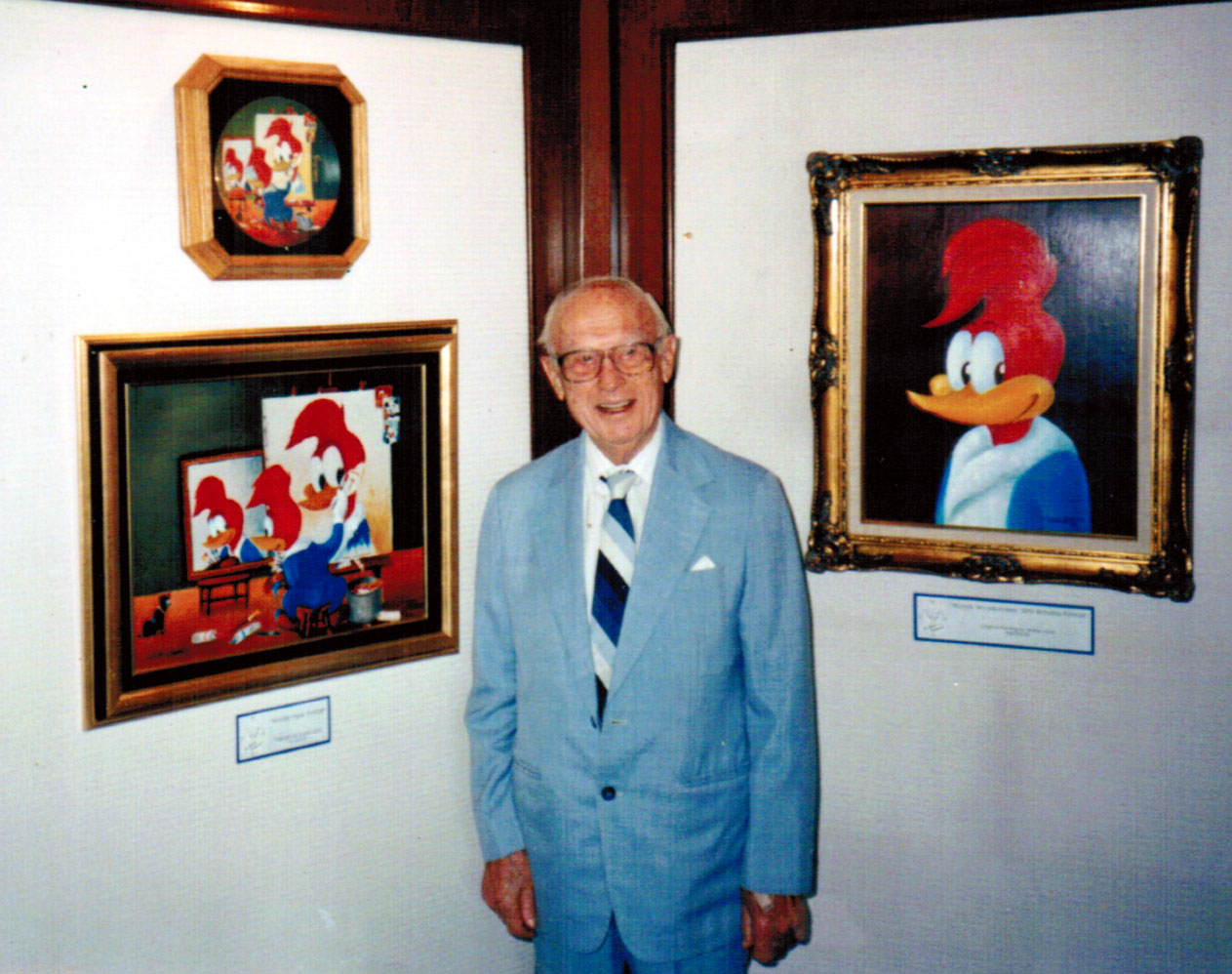
Вальтер Ланц зі своїм найвідомішим творінням

Пісня Baltimora "Woody Boogie", випущена в 1985 році, зокрема, містить синтезатор, що відтворює сміх Вуді Вудпекера, який включений у приспів, а також інші частини пісні.
Як і Багз Банні для Warner Bros., їжачок Сонік для Sega, Маріо для Nintendo і Міккі Маус для Disney, Вуді Вудпекер є офіційним талісманом Universal Pictures.
У 1998 і 1999 роках Вуді з'явився на носі команди Формули-1 Williams, а в 2000 році став офіційним талісманом команди Honda Motorcycle Racing Team. Повітряна кулька з Вуді Вудпекером була невід'ємною частиною параду до Дня подяки в Macy's з 1982 по 1996 рік.
У 2002 та 2003 роках Вуді посів 46 місце у списку 50 найвидатніших мультиплікаційних персонажів усіх часів за версією журналу "TV Guide". У 2004 році він посів 25 місце у списку "50 найкращих кіногероїв" за версією Animal Planet. На персонажа посилалися і пародіювали в багатьох пізніших телевізійних програмах, серед яких "Сімпсони", "Американський тато!", "Південний парк", "Дивакуваті батьки", "Гріффіни", "Сайнфелд", "Робот-курча", "Компанія трьох" і "Флеш-мультфільми".
У Бразилії цей персонаж є надзвичайно популярним і культовим мультиплікаційним героєм .

## Озвучування
- Мел Бланк (1940-1941)
- Бен Гардавей (1942-1949)
- Грейс Стеффорд (1950-1985)
- Черрі Девіс (1988 рр.)
- Біллі Вест (1999-2002)
- Ерік Бауза (з 2017)